# Oscar Hahn (Politiker)
Oscar Hahn (* 28. November 1831 in Breslau; † 6. Mai 1898 in Berlin) war ein deutscher Verwaltungsjurist, Richter und Reichstagsabgeordneter.

## Leben
Hahn besuchte das Magdalenen-Gymnasium in Breslau. Nach dem Abitur studierte er 1850–1853 an der Friedrich-Wilhelms-Universität zu Berlin und der Universität Breslau Rechtswissenschaft. 1852 wurde er im Corps Silesia recipiert. 1853 wurde er Auskultator und ab 1854 war er beim Stadtgericht Breslau und den Regierung in Breslau und der Regierung in Liegnitz. 1857–1861 war er Regierungsassessor in Posen und Erfurt. Ab 1862 war er erst Landrat im Kreis Obornik und ab 1867 Landrat in Weilburg für den Oberlahnkreis. Seit 1877 war er Oberregierungsrat und Dirigent der Abteilung des Innern bei der Regierung in Bromberg und ab 1885 Oberverwaltungsgerichtsrat am Preußischen Oberverwaltungsgericht in Berlin. Ab 1879 war er Mitglied der Preußischen Generalsynode 1846, was besonders bemerkenswert ist, weil Hahn getaufter Jude war.
Hahn war Mitglied des Preußischen Abgeordnetenhauses 1870–1873 für den Wahlkreis Wiesbaden 8 (Oberlahnkreis) und 1879–1885 für den Wahlbezirk Bromberg 2 (Stadt- und Landkreis Bromberg – Wirsitz). Von 1886 bis 1893 war er Mitglied des Deutschen Reichstags für den Wahlkreis Regierungsbezirk Bromberg 3 Bromberg und die Deutschkonservative Partei.